# Alfred Jaukus
Alfred Jaukus (* 25. Oktober 1925, † unbekannt) war ein deutscher Fußballspieler, der für den SC Chemie Halle-Leuna von 1954 bis 1957 35 Spiele in der DDR-Oberliga, der höchsten Spielklasse im DDR-Fußball, bestritt und dabei sechs Tore erzielte. 1956 wurde er mit dem SC Chemie DDR-Pokalsieger.

## Sportliche Laufbahn
Nach dem Zweiten Weltkrieg spielte Alfred Jaukus Fußball zunächst in der Kleinstadt Ammendorf bei Halle (Saale). Er begann 1948 bei der ZSG Industrie, diese wurde 1950 in die Betriebssportgemeinschaft (BSG) Motor Ammendorf umgewandelt. Mit Jaukus qualifizierte sich die BSG 1952 für die neu gegründete drittklassige Bezirksliga Bezirk Halle. Anfang 1954 wurde Jaukus für ein halbes Jahr gesperrt, danach wechselte er zum Fußballschwerpunkt des Bezirkes Halle, dem SC Chemie Halle-Leuna.
Jaukus wurde vom SC Chemie von Beginn der Oberligasaison 1954/55 an eingesetzt. Bereits am 1. Spieltag schoss er im Heimspiel gegen Einheit Ost Leipzig sein erstes Punktspieltor. Bis zum Saisonende, als er insgesamt 19 Punktspiele absolviert hatte, kam er, hauptsächlich als rechter Stürmer spielend, auf fünf Tore in der Oberliga. Das Saisonende bedeutete für den SC Chemie den Abstieg in die DDR-Liga. Im Herbst 1955 war eine Übergangsrunde zum Übergang auf den Kalenderjahr-Spielrhythmus mit 13 Spielen zu absolvieren. Jaukus wurde in zehn Spielen eingesetzt und erzielte drei Tore. In der DDR-Liga-Saison 1956 schafften die Hallenser die sofortige Rückkehr in die Oberliga, bei der Jaukus einen entscheidenden Anteil hatte. Er bestritt alle 26 Punktspiele und war zusammen mit Werner Lehrmann mit 21 Toren bester Hallenser Torschütze. Zum Saisonabschluss gewann der SC Chemie das Endspiel um den DDR-Fußballpokal. Beim 2:1-Sieg über den ZASK Vorwärts Berlin wurde Jaukus auf seiner Stammposition als rechter Angreifer eingesetzt.
In seiner zweiten Oberligasaison 1957 war Jaukus zunächst wieder als Rechtsaußenstürmer gesetzt. Bis zum 16. Spieltag hatte er alle Punktspiele absolviert und vier Tore geschossen. Aus nicht zu ermittelnden Gründen tauchte er anschließend nicht mehr im Aufgebot der Hallenser auf. Von 1958 bis 1960 spielte er wieder für die BSG Motor Ammendorf, die in diesen Jahren noch immer in der Bezirksliga Halle spielte, die inzwischen aber nur noch viertklassig war. Mit Jaukus gelang ihr 1960 der Aufstieg in die II. DDR-Liga, in der der inzwischen 34-jährige Jaukus nicht mehr antrat.

## Stationen
- 1948 bis 1954: BSG Motor Ammendorf
- 1954 bis 1957: SC Chemie Halle-Leuna
- 1958 bis 1960: BSG Motor Ammendorf